# Rosana Rodríguez López
Rosana Rodríguez López es una docente investigadora en la Universidad de Santiago de Compostela. 

## Trayectoria
Rosana Rodríguez López es doctora en matemáticas, obteniendo el doctorado en el año 2005 con la tesis doctoral "Soluciones periódicas para ecuaciones diferenciales no lineales" dirigida por Juan José Nieto Roig.
Miembro del antiguo Departamento de Análisis Matemático y actual Departamento de Estadística, Análisis Matemático y Optimización, es docente investigadora y ha sido vicedecana de la Facultad de Matemáticas y coordinadora del grado en Matemáticas. Anteriormente disfrutó de una Beca de Formación para Personal Investigador (FPI) y fue docente en centros de secundaria.
Es de destacar asimismo su labor como divulgadora, principalmente en el ámbito local de la ciudad de Santiago.
Sus campos de investigación son las ecuaciones diferenciales y la matemática difusa.
Obtuvo el reconocimiento  mundial de la comunidad matemática en 2005, cuando publicó en la revista Order el artículo “Contractive Mapping Theorems in Partially Ordered Sets and Applications to Ordinary Differential Equations”, junto a Juan José Nieto. Este trabajo es uno de los más citados en el ámbito académico matemático de origen español. Desde entonces ha firmado cerca de setenta trabajos de análisis matemático.

## Campos de investigación
Sus campos de investigación pueden clasificarse en tres ramas principales. La primera de ellas, las ecuaciones diferenciales funcionales, estudia sistemas donde los anteriores estados del mismo son determinantes para su configuración actual. 
La segunda temática, las ecuaciones diferenciales de orden fraccionario, son útiles en procesos en los que interviene cierta memoria, como por ejemplo en la física de resistencias y difusiones. 
Por último, Rosana investiga técnicas de análisis en matemática difusa, basada en la teoría de lógica difusa de Lofti Zadeh.
Aparte de dedicarle tiempo a la investigación y a la coordinación docente, Rosana también se presta a la divulgación, sobre todo en el ámbito local de Santiago. 

## Obras
Algunas de sus publicaciones son:
- Nieto, Juan José; Rodríguez López, Rosana. "Some considerations on functional differential equations of advanced type. Mathematische Nachrichten", 0025-584X, Vol. 283, Nº. 10, 2010, págs. 1439-1455
- Nieto, Juan José; Rodríguez López, Rosana. "Upper and lower solutions method for fuzzy differential equations". SeMA Journal: Boletín de la Sociedad Española de Matemática Aplicada, 1575-9822, Nº. 51, 2010, págs. 125-132
- Nieto, Juan José; Rodríguez López, Rosana. "Applications of contractive-like mapping principles to fuzzy equations". Revista matemática complutense, 1139-1138, Vol. 19, Nº 2, 2006, págs. 361-383
- Nieto, Juan José; Rodríguez López, Rosana. "Contractive mapping theorems in partially ordered sets and applications to ordinary differential equations". Order, 2005. 22: 223–239.
- Tesis doctoral “Soluciones periódicas para ecuaciones diferenciales no lineales”, 2005.[8]